# Zariaspes mys
Zariaspes mys is een vlinder uit de familie van de dikkopjes (Hesperiidae). De wetenschappelijke naam van de soort is voor het eerst geldig gepubliceerd in 1808 door Jacob Hübner.